# 走り出せLonely Night
『走り出せLonely Night』（はしりだせロンリー・ナイト）はMANISHの9枚目のシングル。

## 内容
- 2枚目のアルバム「INDIVIDUAL」の先行シングルとなった本作はテレビ朝日系列「ビートたけしのTVタックル」エンディング・テーマ。

## 収録曲
1. 走り出せLonely Night
作詞：高橋美鈴　作曲：栗林誠一郎　編曲：明石昌夫
2. 涙見せたくない
作詞：高橋美鈴　作曲：西本麻里　編曲：明石昌夫
3. 走り出せLonely Night(inst.)

## 参加ミュージシャン
- 鈴木英俊 - ギター
- 大黒摩季 - コーラス
- 栗林誠一郎 - コーラス